# Ehető tengerisün
Az ehető tengerisün (Echinus esculentus) a tengerisünök (Echinoidea) osztályának Camarodonta rendjébe, ezen belül az Echinidae családjába tartozó faj.
Nemének a típusfaja.

## Előfordulása
Az ehető tengerisün 5-40 méteres mélységben fordul elő Észak- és Nyugat-Európa sziklás tengerpartjainál, Norvégiától Portugáliáig. Az ehető tengerisünt mutatós mészváza miatt és fogyasztás céljából gyűjtik, de ez legfeljebb a helyi állományokat veszélyezteti.

## Alfajai
- Echinus esculentus esculentus Linnaeus, 1758
- Echinus esculentus fuscus Mortensen, 1903
- Echinus esculentus glacialis D'yakonov, 1923

## Megjelenése

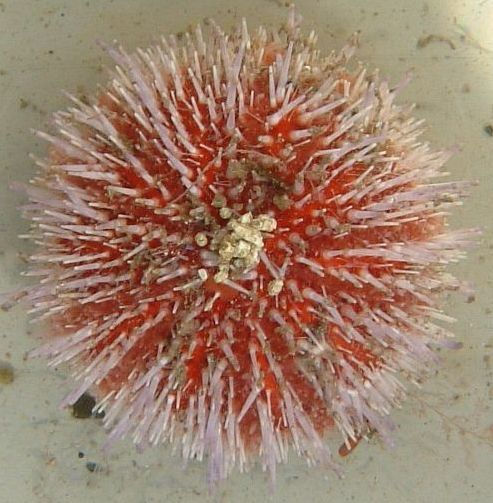
Echinus esculentus

Az ehető tengerisün átmérője legfeljebb 16 centiméter. Az erős, héjszerű külső vázon vannak a tüskék és más védekezésre szolgáló testrészek. A szájnyílás a tengerisün alsó felén helyezkedik el, hogy algát és sziklára tapadó állatokat tudjon „legelni”. A szájnyílásban, öt részből álló rágószerv található. A végbél kivezető nyílása választja ki az ürüléket. A szűrő lemez, bejárat a vízedény-rendszerhez; olyan mechanizmus, amely víz beszivattyúzásával mozgásba hozza a szívólábacskákat. A tengerisün lába parányi, vékony, a végén szívóka található, amely lehetővé teszi a haladást.

## Életmódja
Az ehető tengerisün a sziklás tengerfenéken él. Tápláléka tengeri algák, növények és állatok, például a mohaállatok és egyéb helybenülők. Az ehető tengerisün körülbelül 10 évig él.

## Szaporodása
A szaporodási időszak tavasszal van. Az ehető tengerisünök váltivarúak, vagyis vannak hím és női egyedek is. Az állatok a tengerbe bocsátják az ivarsejteket, ahol ezek megtermékenyülnek. A lárvák a planktonban lebegnek.

## Érdekességek
Az ehető tengerisün kopoltyúmirigye fogyasztható. A legjellemzőbb módszer erre meglehetősen drasztikus. Venni kell egy élő példányt, felül fel kell vágni ollóval, és a tartalmát egyszerűen – némi citrommal ízesítve – akár egy tartóból, ki lehet kanalazni. Az áttetsző, enyhén kocsonyás gyomortartalom íze olyan, mint egy sós, folyékony zselé, és magas jódtartalma miatt egészséges.